# Станбери (Мисури)
Станбери (енгл. Stanberry) град је у америчкој савезној држави Мисури.

## Демографија
По попису из 2010. године број становника је 1.185, што је 58 (-4,7%) становника мање него 2000. године.
| Група             | 2000.         | 2010.         |
| Белци             | 1.224 (98,5%) | 1.167 (98,5%) |
| Афроамериканци    | 1 (0,1%)      | 2 (0,2%)      |
| Азијати           | 1 (0,1%)      | 0 (0,0%)      |
| Хиспаноамериканци | 2 (0,2%)      | 11 (0,9%)     |
| Укупно            | 1.243         | 1.185         |